# Cherchell fyr
Cherchell fyr är en bemannad fyr på ön Île Joinville utanför hamnen i Cherchell i Algeriet. På ön finns ett fort som byggdes av franskmännen och fyren kallas därför också Fort Joinvilles fyr.
Den 26 meter höga fyren byggdes år 1855. Det runda tornet av tegel är vitmålat med en svartmålad lanternin på toppen. Intill fyren ligger två mindre byggnader för fyrpersonalen. Fyrlyktan avger tre vita blixtar var femtonde sekund och lysvidden är 25 nautiska mil.
Fyrlyktan, som i början eldades med mineralolja, byggdes om till eldning med vegetabilisk olja år 1881. Fyren elektrifierades på 1920-talet.
Île Joinville ligger omkring 150 meter från strandkanten och är förbunden med hamnen med en vågbrytare, men fyren är inte tillgänglig för allmänheten.